# 朱浮
朱 浮（しゅ ふ、生没年不詳）は、中国の新代から後漢時代初期にかけての政治家または武将。字は叔元。徐州沛国蕭県の人。父は沛郡の役人朱詡。

## 事跡

### 彭寵との対立
| 姓名           | 朱浮 |
| 時代           | 新代 - 後漢時代                                                                                              |
| 生没年         | 〔不詳〕 |
| 字・別号       | 叔元（字）                                                                                                   |
| 本貫・出身地等 | 徐州沛国蕭県                                                                                                 |
| 職官           | 大司馬主簿〔劉秀〕→偏将軍〔劉秀〕 →大将軍兼幽州牧〔劉秀(後漢)〕 →執金吾〔後漢〕→太僕〔後漢〕 →大司空〔後漢〕 |
| 爵位・号等     | 舞陽侯〔後漢〕→父城侯〔後漢〕 →新息侯〔後漢〕                                                                |
| 陣営・所属等   | 光武帝→明帝                                                                                                  |
| 家族・一族     | 父：朱詡 |

後漢草創期の功臣の一人で、光武帝（劉秀）即位前からその配下にあった人物である。
更始元年（23年）、劉秀の河北征伐に従軍して大司馬主簿に任命され、後に偏将軍に転任し、王郎討伐に貢献した。その後、呉漢が更始帝配下の幽州牧苗曾を誅殺すると、朱浮はその後任として大将軍兼幽州牧に任命され、薊を守備している。光武帝即位後の建武2年（26年）、朱浮は舞陽侯に封じられ、食邑3県を有した。
朱浮は若くして才能があり、節操を磨いて士人の心を収めようとしていた。幽州牧に就任すると、幽州の名士王岑などを招請して官吏として登用し、王莽時代の2千石の官吏を幕府に迎え入れ、また、幽州各郡の穀倉によりこれらの人士の家族も養っている。しかし、その配下となった漁陽太守彭寵は、多くの官位を置いて軍の輜重を消耗することを望まなかったため、朱浮の方針には従わなかった。朱浮は誇り高く事を焦る性格であったため、不満を抱き、厳しい言葉で彭寵を責め立てた。彭寵もまた個性の強い人物であり、王朗討伐の際の功績を自負していたため、両者は次第に嫌悪や憎悪を逞しくしていく。
彭寵を憎悪した朱浮は、彭寵が小役人を派遣してその妻を迎えながら母を迎えず、賄賂を受け取り、友人を殺害し、糧食を収拾し、その心は図りかねると上奏した。また彭寵は、その優れた理財能力を生かして荒廃した北方の復興に貢献しており、これに対しても朱浮が何らかの反感や嫉妬心の類を抱いたとも考えられる。

### 幽州騒乱
建武2年春、光武帝は詔を下して彭寵を召し寄せたが、朱浮が自分を讒言していると思った彭寵は、朱浮と共に召喚して欲しいと光武帝に願った。また、彭寵は、朱浮が自分を陥れようとしていると、元部下の呉漢や蓋延に手紙を送って訴えている。しかし結局、光武帝は朱浮を召喚せず、彭寵は益々疑心暗鬼に陥り、ついに妻や部下の勧めに従って召喚に応じなかった。
その後、光武帝が説得の使者として、人質とされていた従兄弟の子后蘭卿を彭寵の下に送り返すが、ついに同年2月、彭寵は叛旗を翻し、薊を守る朱浮を攻撃した。それでも朱浮は、彭寵にその行動を非難する手紙を送りつけて一切譲歩しなかったが、これは彭寵の怒りの火に油を注いだだけである。
これにより幽州は大混乱に陥ったが、朱浮は光武帝が親征してくるものと考えていた。ところが同年8月、光武帝は游撃将軍鄧隆を朱浮の救援に派遣しただけであり、朱浮は慌てふためいて救援を求める上奏を行った。しかし、赤眉軍を相手にしていた光武帝はこれを拒否し、援軍の鄧隆も彭寵に撃破されてしまう。朱浮は薊を彭寵に包囲されて、飢え、困窮し、上谷太守耿況が派遣した援軍により辛うじて薊を脱出した。さらに逃走中に部下に反逆されたため、朱浮は足手まといとして自身の妻を殺し、身一つで逃げた。
建武3年（27年）3月に薊は落城し、同年11月には涿郡太守張豊までが反逆している。

### 売弄国恩
尚書令侯覇は、幽州騒乱の原因は朱浮にあり、軍を徒労させた罪により斬首に相当すると上奏したが、光武帝はそれまでの功績を慮ってか赦免し、賈復の後任として執金吾に任命し、あわせて父城侯に転封した。建武6年（30年）に、秩序を安定させるためにも、官吏を小さな罪で罷免しないよう進言して容れられるなど、その後は国政のための建議を度々行っている。建武7年（31年）、太僕に転任した。
建武20年（44年）6月、朱浮は大司空に任命され、ついに三公の地位に就いている。しかし、建武21年（45年）10月、国恩をひけらかした（「売弄国恩」）罪に問われて罷免された。なお光武帝が能吏の馮勤を諫めた際「朱浮は、上は国君に不忠であり、下は同僚を権威を恃みに威圧するなどして、最期を全う出来るか分からない」と言っている。ただ、光武帝は朱浮の積年の功績を思い、刑罰を実際に下すことはできなかった。建武25年（49年）、朱浮は新息侯に転封されている。
明帝の永平年間に、ある人が朱浮を讒言し、これを信じた明帝は朱浮に死を命じた。ただ、後に長水校尉が明帝に対して、罪は明らかとは言え、廷尉による審理によってそれを天下に明らかにした後に、罪を問うべきでしたと進言し、明帝も後悔したという。

## 関連記事
- 新末後漢初